# Ochthebius ponticus
Ochthebius ponticus är en skalbaggsart som beskrevs av Ienistea 1956. Ochthebius ponticus ingår i släktet Ochthebius och familjen vattenbrynsbaggar. Inga underarter finns listade i Catalogue of Life.